# Landschap (hoorspel)
Landschap is een hoorspel naar het toneelstuk Landscape (1967) van Harold Pinter. Hans Roduin vertaalde het en de KRO zond het (samen met De stilte) uit in het programma Dinsdagavondtheater op dinsdag 17 maart 1970. De regisseur was Léon Povel. Het hoorspel duurde 33 minuten.

## Rolbezetting
- Dore Smit (Emy)
- Pieter Lutz (Dolf)

## Inhoud
Een man en een vrouw zitten in dezelfde kamer. Zij geeft zich geheel over aan dierbare herinneringen, die niets met haar huidige man te maken hebben. En hij weet dat zij niet luistert, maar toch doet hij zwakke pogingen contact met haar te krijgen door over alledaagse dingen te praten, over herinneringen van veel prozaïscher aard tot hij uitbarst in een brute wensdroom die zijn machteloosheid onderstreept. Zij blijven eenlingen, ieder in hun eigen “landschap”…